# Jan Kollwitz
Jan Kollwitz (Berlino, 4 luglio 1960) è un ex attore e ceramista tedesco, pronipote di Käthe Kollwitz.

## Biografia
Kollwitz è cresciuto a Berlino. Già in anni giovanili è apparso come attore sulla scena e davanti alla telecamera, tra l'altro nel film di Peter Beauvais Sechs Wochen im Leben der Brüder G. (Sette settimane nella vita dei fratelli G.'). All'età di 23 anni è passato all'arte ceramica. Dopo la sua formazione presso Horst Kerstan a Kandern è stato allievo in Giappone di Yutaka Nakamura (ad Echizen).
Nel 1988 per il tramite del ceramista del tè Kazu Yamada fu realizzato dall'architetto di forni giapponese Tatsuo Watanabe, che tra l'altro aveva costruito forni per Tokuro Kato, un forno tradizionale anagama sul terreno del suo laboratorio a Cismar (Holstein Orientale). Da allora Jan Kollwitz cuoce là le sue ceramiche, principalmente nella tradizione di Shigaraki e di Iga.
Dal 1990 i suoi vasi sono stati presentati in numerose esposizioni. La sua opera è profondamente radicata nel buddhismo Zen e nella cerimonia del tè giapponese. Il forno di Watanabe a Cismar è stato il modello per il forno anagama storico nel romanzo di Christoph Peters Herr Yamashiro bevorzugt Kartoffeln (Il signor Yamashiro preferisce le patate). In collaborazione con Peters ed il fotografo Götz Wrage è nato nel 2010 il libro Japan beginnt an der Ostsee - Die Keramik des Jan Kollwitz (Il Giappone comincia sul Mar Baltico - La ceramica di Jan Kollwitz).
Le opere dell'artista si trovano nel Museo di belle arti di Boston, nel Museo di arte asiatica di Berlino, nel Museo regionale di arte e storia della civiltà di Schleswig, nella Collezione d'arte della Fortezza di Coburgo, nel Museo Käthe Kollwitz di Berlino, nella Fondazione Keramion di Frechen, nel Museo Grassi di Lipsia, nel Museo hallese francone di Schwäbisch Hall, nel Museo dell'Emsland del Castello di Clemenswerth, nel Museo delle arti e dei mestieri di Amburgo, nella Fondazione Peter Siemssen e nella Collezione Gisela Freudenberg di Weinheim.
Jan Wagner gli ha dedicato nel 2014 la sua poesia Die Tassen (Le tazze).

## Opera
Jan Kollwitz fabbrica nel suo laboratorio ceramiche nella tecnica, tradizionalmente giapponese, del forno a legna, lontano da tutte le mode artistiche. Le sue ceramiche non sono smaltate. Durante la cottura, che dura quattro giorni, a temperature oltre i 1.250 gradi Celsius si formano colori e lucentezza esclusivamente per il fatto che la cenere volante sui vasi si fonde in una vetrina naturale. Fumo, fiamme e carbone ardente lasciano colorazioni grigie, rosse e blu notte.

## Mostre (selezione)
- 1991: Galerie Theis, Berlino
- 1993: Schleswig-Holsteinisches Landesmuseum Kloster, Cismar, insieme a Sebastian Scheid e Gerhard Tattko
- 1995: Zen-Art Galerie Hennig, Amburgo
- 1996: Galerie Lommel, Leverkusen
- 1997: Schlossgalerie Weiher, Bayreuth
- 1998: Rosenthal Studio Galerie, Amburgo; Studio Pels-Leusden, Berlino; Galerie Objekta, Kreuzlingen (S)
- 1999: Galerie Faita, Hameln; Emslandmuseum Clemenswerth
- 2001: Ostholstein Museum, Eutin; Eko-Haus, Düsseldorf; Zen-Art Galerie Hennig, Amburgo
- 2002: Museum im Schloß Bad Pyrmont
- 2003: Rosenthal Studio Galerie, Hamburg; Studio Pels-Leusden, Berlino
- 2005: Ostasiatisches Museum, Berlino; Galerie Handwerk, Monaco di Baviera; Kunstraum-B, Kiel
- 2006: Phillipps Art-Forum Bochum, Studio Pels-Leusden Berlino
- 2007: Käthe Kollwitz Haus Moritzburg, Goethe-Institut, Amburgo; Museum für Kunst und Gewerbe, Amburgo
- 2008: Ostholstein-Museum Eutin, Museum Kellinghusen
- 2009: Künstlermuseum Heikendorf
- 2010: Museum für Asiatische Kunst, Berlino[7]; Käthe Kollwitz Museum, Colonia
- 2011: Galerie Kleefisch, Colonia
- 2012: Pucker Gallery, Boston[8]; Galerie André Kirbach, Düsseldorf[9]

## Riconoscimenti
- 2011: Borsa di studio Villa Massimo di Roma[10]
- 2011: Premio della cultura Holstein Orientale[11]